# Lintrup
Lintrup (tysk: Lintrup) er en lille landsby i Sønderjylland med 202 indbyggere i byområdet (2023) beliggende i Lintrup Sogn. Landsbyen ligger i Vejen Kommune og tilhører Region Syddanmark. Lintrup befinder sig ca. 3 kilometer syd for Kongeåen.
Fra landsbyen er der 5 kilometer til Foldingbro, knap 9 til Rødding og godt 13 til Holsted.

## Seværdigheder
- I den vestlige ende af Lintrup ligger Glad Zoo (indtil d. 26. april 2014 "Safari Zoo Park"), der er en dyrepark oprettet i 1995. Parken blev udvidet i perioden 2004-2005. Parken ejes af Glad Fonden, som blandt andet driver TV-Glad.[2]
- I den østlige ende af landsbyen finder man Lintrup Kirke, en romansk bygning opført i 1150-70. Kirken hærgedes af en storbrand i 1690, men efterfølgende genopbygget.
- Lidt sydvest for Lintrup ligger Wellings Landsbymuseum, der er et frilandsmuseum hvor man kan vandre i en rekonstrueret landsby fra omkring år 1900. Landsbyen indeholder bl.a. kirke, skolestue, kro, købmand og andre gamle bygninger. Museet blev startet i 1973 af Søren Welling (f. Skanderup, 1913 – d. Mejlby, 1996) og er stort set alt sammen bygget af ham selv.

- Glad Zoo
- Wellings Landsbymuseum

## Befolkning
| 2006 | 2007 | 2008 | 2009 | 2010 | 2011 | 2012 |
| ---- | ---- | ---- | ---- | ---- | ---- | ---- |
| 239  | 226  | 228  | 238  | 227  | 224  | 222  |